# Akkerdisteldansvlieg
De akkerdisteldansvlieg (Empis livida) is een vlieg uit de familie van de dansvliegen (Empididae). De wetenschappelijke naam van de soort werd in 1758 gepubliceerd door Carl Linnaeus.

## Kenmerken
Empis livida is over het algemeen lichtbruin van kleur. De poten zijn lichtbruin, de voeten zijn zwart. Vrouwtjes hebben een rij afgeplatte borstelharen aan de voorkant van de voorpoten en aan de achterkant onder aan de achterpoten. Het achterlijf van de mannetjes is meestal vrij egaal lichtbruin, terwijl het bij de vrouwtjes een iets donkerdere basiskleur heeft en grijsachtig afgestoft is. Het achterlijf van de mannetjes eindigt in een stompe afgeronde genitaliën, het achterlijf van de vrouwtjes loopt taps toe. De bovenkant van de thorax is grijzig van kleur en heeft drie donkere lengtestrepen. De grote ogen zijn roodbruin. Bij het mannetje ontmoeten ze elkaar op het voorhoofd, bij het vrouwtje zijn ze nauw van elkaar gescheiden. De vleugels van de vrouwtjes zijn helder, die van de mannetjes verdonkerd tot bruin.

## Levenswijze
De dieren vliegen van mei tot september. Het hoogtepunt van hun voorkomen is in de vroege zomer. Op andere momenten zijn ze meestal slechts sporadisch te vinden. Ze zijn de hele dag actief en bezoeken graag bloemen. Naast nectar hebben ze ook een roofzuchtig dieet. Vooral om te paren vangt het mannetje het vrouwtje een bruidsgeschenk in de vorm van een ander klein dier. Terwijl het vrouwtje bezig is met het opeten van het bruidsgeschenk, paart het mannetje ermee. De paren kunnen ook samen vliegen, maar hechten zich meestal aan een blad of stengel, waarbij het mannetje zich met zijn voorpoten aan het substraat vasthoudt en het vrouwtje vrij hangt. Kannibalisme komt ook voor. Dit paringsgedrag is vergelijkbaar met dat van veel andere dansvliegen. De larven van de fel dansende vliegen leven waarschijnlijk als predatoren in de grond of bladafval.

## Ecologie
De lichte dansvlieg leeft graag in weilanden, weilanden en bosranden. Ze bewonen vochtige en ook vrij droge, open vlaktes. Bossen en bergen zijn niet zulke goede leefgebieden voor deze soort.

## Verspreiding
Empis livida is de meest noordelijke soort van zijn onderklasse Kritempis. Het is te vinden in Midden- en Noord-Europa. In het noorden strekt hun verspreiding zich uit tot ongeveer 64° noorderbreedte, in het zuiden tot centraal Frankrijk, Zwitserland en Oostenrijk. De soort komt voor in Groot-Brittannië. In het oosten strekt hun territorium zich uit over Hongarije en Oekraïne tot ver in Rusland. Het is een van de meest voorkomende dansvliegen in Midden-Europa.